# Notre-Dame du Nil (film)
Pour les articles homonymes, voir Notre-Dame du Nil.
Pour plus de détails, voir Fiche technique et Distribution.
Notre-Dame du Nil est un film dramatique franco-belgo-rwandais réalisée par Atiq Rahimi et sorti en 2019. Il s'agit d'une adaptation du roman éponyme de Scholastique Mukasonga.
La première mondiale de cette coproduction s'est déroulée le 5 septembre 2019 au Festival international du film de Toronto, où le film a été choisi comme film d'ouverture de la section cinéma du monde contemporain. 

## Synopsis
En 1973, au Rwanda, dans le prestigieux institut catholique « Notre-Dame du Nil », perché sur une colline, un groupe de jeunes filles  rwandaises étudie avec l'objectif de devenir l'élite du pays. Elles partagent le même dortoir, les mêmes rêves et les mêmes problèmes typiques de l'adolescence. Cependant, des tensions profondes agitent le pays et l'école, préfigurant les événements tragiques du génocide de 1994 pendant la guerre civile rwandaise. Les filles proviennent de familles d'élite, tandis que d'autres sont moins privilégiées, créant ainsi une division supplémentaire exacerbée par la rhétorique anti-tutsi répandue sous le régime hutu en place. Dans ce contexte tendu, une histoire captivante émerge, mêlant le refus du colonialisme, la malice et la curiosité adolescentes, des éléments apparemment typiques mais qui prennent ici une dimension beaucoup plus importante. Inspiré d'événements réels, ce film plonge dans les origines du génocide, décrivant avec subtilité comment la discrimination s'insinue, s'installe et s'intensifie.

## Fiche technique
- Titre : Notre-Dame du Nil
- Réalisation : Atiq Rahimi
- Scénario : Atiq Rahimi et Ramata-Toulaye Sy d'après le roman Notre-Dame du Nil de Scholastique Mukasonga
- Photographie : Thierry Arbogast
- Montage : Hervé de Luze
- Production : Charlotte Casiraghi, Marie Legrand, Rani Massalha et Dimitri Rassam
- Société de production : Les Films du Tambour, Chapter 2, France 2 Cinéma, Swoon Productions, Belga Productions, et Canal+
- Société de distribution : Bac Films (France)
- Pays :  France,  Belgique et  Rwanda
- Genre : Drame
- Durée : 93 minutes
- Dates de sortie : 
  -  Canada : 5 septembre 2019 (Festival international du film de Toronto)
  -  France : 5 février 2020

## Distribution
- Amanda Mugabezaki : Virginia
- Albina Kirenga : Gloriosa
- Malaika Uwamahoro : Immaculée
- Clariella Bizimana : Veronica
- Belinda Rubango : Modesta
- Ange Elsie Ineza : Frida
- Kelly Umuganwa Teta : Goretti
- Pascal Greggory : Fontenaille
- Carole Trevoux : la mère supérieure
- Alida Ngabonziza : Dorothée
- Solange Ngabonziza : Godelive
- Khadja Nin : la reine
- Florida Uwera : la narratrice